# 太空竞赛 (文献电视片)
《太空竞赛》（英語：Space Race）是由BBC制作完成并于2005年9-10月间在BBC第二频道上映的一部文献电视系列片。该片记述了美国与苏联从二战末期开始的太空竞赛历程。该片以沃纳·冯·布劳恩和谢尔盖·帕夫洛维奇·科罗廖夫——美苏各自的首席火箭设计师为视角，记述了两国在卫星、载人航天和人类登月等重大事件的历程。该系列片由来自德国、英国、美国和俄罗斯的多个制作团队共同完成。

## 获得荣誉
- 2006年皇家电视学会最佳制作提名。
- 2006年Sir Arthur Clarke Award最佳广播电视片。

## 剧情

### 第一集：火箭竞赛 (1944–1949)
二战末期，为了挽回战争颓势，纳粹德国将新研发的V2火箭投入战争，而该火箭的设计团队，正在佩内明德由沃纳·冯·布劳恩领导。V2火箭给盟军带来了巨大的震撼，美国和苏联都力图夺取德国的火箭科技，布劳恩也成为双方争夺的焦点。最终美国得到布劳恩和他的大部分设计团队和资料，苏联则在瓦朗坦·格卢什科的建议下启用大清洗中被关入古拉格的科罗廖夫主持俄国的火箭研发。

### 第二集：卫星竞赛 (1953–1958)
由于冷战的加剧，科罗廖夫被要求建造大推力火箭以携带核弹头威慑美国。科罗廖夫此后设计制造出R-7火箭(第一种洲際彈道飛彈)，并在此后得到发射卫星的许可，人类第一颗人造卫星史泼尼克一号遂于1957年10月4日成功发射，很快，史泼尼克二号也得到成功发射。然而布劳恩的团队则受制于美国当局的官僚困扰中，公众也对他抱有不信任态度，最终，当美国海军卫星发射失败后，布劳恩获得了许可，成功发射美国第一颗人造卫星探索者一号。

### 第三集：载人飞行竞赛 (1959–1961)
苏联和美国都开始准备各自的载人航天计划，准备一较高下。分别发展了東方计划和水星计划。双方经过数次失败后，苏联率先将尤里·加加林成功送入太空。不久，美国人艾伦·谢泼德也成功进入地球轨道。

### 第四集：飞向月球 (1964–1969)
人类升空后，双方再次将竞争焦点集中——月球。美国开始筹划雄心勃勃的阿波罗计划，同时苏联也积极展开月球项目。然而双方进程都颇不顺利，阿波罗1号的一次火灾，使得项目重新调整。苏联方面，虽然列昂诺夫成功进行太空行走，而火箭设计却陷入没有大推力引擎的困局。古舒高和科罗廖夫相持不下，科罗廖夫遂寻找库兹涅佐夫研制新引擎。但不久苏联方面就陷入困境：科罗廖夫突然病逝，加加林在飞机坠毁中丧生，联盟一号返回失败，宇航员弗拉基米尔·米哈伊洛维奇·科马洛夫牺牲。紧接而来的N1火箭发射失败，使得登月计划彻底瘫痪。而美国方面，布劳恩继续着土星5号的开发项目，也受制于大型F-1引擎的问题，但经过几次失败后，火箭终于成行，阿波罗11号也成功将人类送上月球。

## 制作细节
《太空竞赛》在罗马尼亚特兰西瓦尼亚錫比烏附近村镇拍摄，比起其他地区，罗马尼亚当地以原始的自然风化、富有经验的当地居民和适中的价格引起了BBC的注意。整部系列剧使用松下SDX 900专业摄像机组合。

### 演职人员
- Richard Dillane – 沃纳·冯·布劳恩
- Steve Nicolson – 谢尔盖·帕夫洛维奇·科罗廖夫
- John Warnaby – 瓦西里·米申（英语：Vasily Mishin）
- Ravil Isyanov – 瓦朗坦·格卢什科
- Rupert Wickham – 库尔特·海因里希·德布斯
- Tim Woodward - 米特罗凡·伊万诺维奇·涅杰林
- Eric Loren – Castenholz
- Chris Robson – Dieter Huzel
- Mark Dexter – Staver
- Oliver de la Fosse – Staver's Lieutenant
- Vitalie Ursu – 尤里·加加林
- Oleg Stefan – 列昂诺夫
- Mariya Mironova – Nina
- Jeffrey Wickham – Kuznetsov
- Robert Jezek – Gilruth
- Robert Lindsay – Narrator
- Stuart Bunce – Lev Gaidukov
- David Barrass – en:Helmut Gröttrup
- Simon Day – Kammler
- Nicholas Rowe – R. V. Jones
- Mikhail Gorevoy – 伊万·亚历山德罗维奇·谢罗夫
- Stephen Greif – Colonel Holger Toftoy
- Anna Barkan – Ksnenia Koroleva
- Max Bollinger – Russian cosmonaut (VO)
- Todd Boyce – 艾伦·谢泼德
- Emil Măndănac – Viacheslav Lapo, Russian sound technician
- Mihai Dinvale – German Scientist
- Anthony Edridge - 克里斯·克拉夫特

## 争议和错误
整部影片反映的历史处于高度被压缩下的状态，剧情集中于沃纳·冯·布劳恩和谢尔盖·帕夫洛维奇·科罗廖夫两人之间，其他科学家的努力和贡献并未被全面反映。虽然并未全面反映整个历史时期的面貌，但从剧情设计和拍摄上，不失为一部优秀的文献纪录片作品。